# 24 augusti
24 augusti är den 236:e dagen på året i den gregorianska kalendern (237:e under skottår). Det återstår 129 dagar av året.

## Återkommande bemärkelsedagar

### Nationaldagar
- Ukrainas nationaldag, Ukrainas självständighetsdag

### Helgondagar
- Bartelsmässa, aposteln Bartolomaios helgondag

## Namnsdagar

### I den svenska almanackan
- Nuvarande – Bartolomeus
- Föregående i bokstavsordning
  - Bartolomeus – Namnet har, till minne av en av Jesu apostlar, funnits på dagens datum sedan gammalt och har inte flyttats. Det har gett upphov till att dagen förr i tiden kallades Bartelsmässa eller Barsmäss.
  - Bert – Namnet infördes 1986 på 8 februari. 1993 flyttades det till dagens datum, men återfördes 2001 till 8 februari.
  - Carita – Namnet infördes på dagens datum 1986, men flyttades 1993 till 19 september och 2001 till 7 maj.
  - Rita – Namnet infördes på dagens datum 1986, men flyttades 1993 till 6 maj, där det har funnits sedan dess.
- Föregående i kronologisk ordning
  - Före 1901 – Bartolomeus
  - 1901–1985 – Bartolomeus
  - 1986–1992 – Bartolomeus, Carita och Rita
  - 1993–2000 – Bartolomeus och Bert
  - Från 2001 – Bartolomeus
- Källor
  - Brylla, Eva (red.). Namnlängdsboken. Gjøvik: Norstedts ordbok, 2000 ISBN 91-7227-204-X
  - af Klintberg, Bengt. Namnen i almanackan. Gjøvik: Norstedts ordbok, 2001 ISBN 91-7227-292-9

### Finlandssvenska almanackan
- Nuvarande från 1973[1] – Bertel, Bertil, Berta
- I föregående revideringar[a][2]
  - 1929–1972 – Bertel

## Händelser
- 79 – Vulkanen Vesuvius får ett utbrott och Pompeji, Herculaneum med flera orter läggs i ruiner.
- 410 – Visigoterna, ledda av Alarik, intar och plundrar Rom. De avtågar med stora mängder värdesaker, inklusive dem från Jerusalems tempel, som Titus har fört till Rom. Detta är första gången på 800 år (sedan 390 f.Kr.) som Rom har plundrats.
- 1572 – Bartolomeinatten, då franska hugenotter massakreras i Paris.
- 1789 – Ryssarna besegrar svenskarna i det första slaget vid Svensksund.
- 1901 – Carl Ludvig Granlund, alias Gardist-Kalle, mördar sin hyresgäst Per Johan Berglund.
- 1944
  - Allierade trupper tågar in i Paris, varvid staden befrias från tyskarna.
  - Den tyske stridspiloten Erich Hartmann blir den första i världen att överskrida 300 luftsegrar när han under två uppdrag skjuter ner sitt 291:a till 301:a fiendeplan.
- 1952 – Brittiska trupper lämnar Suezkanalen.
- 1983 – Per Johansson vinner 100 meter frisim under årets simnings-EM.[3]
- 1991
  - Rysslands president Boris Jeltsin erkänner Estland och Lettland som självständiga stater.
  - Ukraina förklarar sig självständigt från Sovjetunionen.
- 1995 – Microsoft släpper Windows 95.
- 2003 – Carolina Klüft tar VM-guld i sjukamp i årets friidrotts-VM.
- 2006 – Internationella astronomiska unionen beslutar att degradera Pluto från planet till dvärgplanet.
- 2008 – De 29:e olympiska sommarspelen avslutas i Peking.
- 2009 – Den sista svenskan som var född på 1800-talet, Rut Mikaelsson dör.
- 2016 – Jordbävningen i centrala Italien 2016 äger rum.

## Födda
- 1113 – Gottfrid V, greve Maine 1126–1151, av Anjou 1129–1151 och av Mortain 1141–1151 samt hertig av Normandie 1144–1150, engelsk prinsgemål 1141 (gift med Matilda)
- 1198 – Alexander II, kung av Skottland 1214–1249
- 1486 – Siegmund von Herberstein, österrikisk friherre, diplomat och historieskrivare
- 1552 – Lavinia Fontana, italiensk målare
- 1591 – Robert Herrick, engelsk författare (döpt denna dag)
- 1759 – William Wilberforce, brittisk parlamentsledamot, förkämpe för slaveriets och slavhandelns avskaffande
- 1837 – Agnes Jacobsson, svensk operasångare
- 1838 – Ludvig Filip, fransk tronarvinge, greve av Paris
- 1842 – August Næsström, svensk sågverksägare och riksdagsman
- 1890
  - Jean Rhys, brittisk författare
  - Duke Kahanamoku, hawaiiansk-amerikansk simmare och surfare
- 1894 – Alexander Mellblom, finländsk jägaröverstelöjtnant
- 1895 – Curt Björklund, svensk arkitekt
- 1899
  - Jorge Luis Borges, argentinsk författare
  - Albert Claude, belgisk onkolog, mottagare av Nobelpriset i fysiologi eller medicin 1974
- 1900 – Leonardo Conti, tysk nazistisk politiker, läkare, SS-Obergruppenführer
- 1902
  - Fernand Braudel, fransk historiker
  - Carlo Gambino, italiensk-amerikansk gangsterledare
- 1903 – Karl Hanke, tysk nazistisk politiker
- 1905
  - Arthur Crudup, amerikansk bluesmusiker och låtskrivare
  - Sven Stolpe, svensk författare, översättare, journalist, litteraturforskare och litteraturkritiker
- 1912 – Eric Sahlström, svensk nyckelharpsspelare
- 1913 – Dorothy Comingore, amerikansk skådespelare
- 1916
  - Léo Ferré, fransk poet och sångare
  - Gunnar Lindkvist, svensk skådespelare och revyartist
- 1918
  - Avery Dulles, amerikansk kardinal
  - Sikander Bakht, indisk politiker
- 1920 – Rolf Zetterström, svensk läkare och professor i pediatrik
- 1922 – Lennart Nilsson, svensk fotograf
- 1924 – Ulla Holmberg, svensk skådespelare
- 1929 – Yassir Arafat, palestinsk politiker, ordförande för Palestinska befrielseorganisationen 1969–2004, den Palestinska myndighetens president 1996–2004, mottagare av Nobels fredspris 1994 (hans troliga födelsedatum; officiellt använde han dock 4 augusti 1929)
- 1936 – Kenny Guinn, amerikansk republikansk politiker, guvernör i Nevada 1999–2007
- 1937 – Sten Johan Hedman, svensk skådespelare
- 1938 – Brian Cotter, brittisk parlamentsledamot för Liberal Democrats
- 1942 – Max Cleland, amerikansk demokratisk politiker, senator (Georgia) 1997–2003
- 1944 – Christine Chubbuck, amerikansk nyhetsreporter
- 1947
  - Joe Manchin, amerikansk politiker, guvernör i West Virginia 2005–2010, senator 2010–2025
  - Steve Pearce, amerikansk republikansk politiker, kongressledamot 2003–2009
- 1948
  - Jean-Michel Jarre, fransk musiker
  - Alexander McCall Smith, brittisk författare
  - Sauli Niinistö, finländsk politiker, Finlands justitieminister 1995–1996, finansminister 1996–2003, vice vd för Europeiska investeringsbanken 2003–2012 och Finlands president 2012–2024
- 1949
  - Bantz J. Craddock, amerikansk militär
  - Pia Degermark, svensk skådespelare
  - Bob Holden, amerikansk demokratisk politiker, guvernör i Missouri 2001–2005
- 1951 – David Burnside, nordirländsk politiker, ulsterunionistisk ledamot av brittiska underhuset 2001–2005
- 1956 – John Culberson, amerikansk republikansk politiker
- 1957 – Stephen Fry, brittisk författare och skådespelare
- 1958 – Steve Guttenberg, amerikansk skådespelare
- 1967
  - Jan Eriksson, svensk fotbollsspelare
  - Claes Åkeson, svensk tv-programledare
- 1973
  - Inge de Bruijn, nederländsk simmare
  - David Chappelle, amerikansk ståuppkomiker och skådespelare
  - Carmine Giovinazzo skådespelare CSI: New York
- 1976
  - Alex O'Loughlin, australisk skådespelare
  - Ruut Sjöblom, finländsk politiker
- 1981 – Chad Michael Murray, amerikansk skådespelare
- 1982 – Kim Källström, svensk fotbollsspelare
- 1988 – Rupert Grint, brittisk skådespelare
- 1988 – Kelsey Plum, amerikansk basketspelare

## Avlidna
- 1103 – Magnus Barfot, kung av Norge
- 1322 – Beatrix av Schlesien, tysk-romersk drottning
- 1542 – Gasparo Contarini, 58, italiensk kardinal och diplomat
- 1572 – Gaspard de Coligny, 53, fransk amiral
- 1617 – Rosa av Lima, 31, peruansk tertiar inom dominikanorden, jungfru, helgon
- 1618 – Göran Nilsson Gyllenstierna, 42, svensk friherre och riksråd, riksamiral
- 1679 – Jean-François Paul de Gondi Retz, 65, fransk kardinal och politiker
- 1680 – Ferdinand Bol, 64, nederländsk porträttmålare, historiemålare och etsare
- 1814 – Timothy Bloodworth, amerikansk politiker, senator (North Carolina)
- 1831 – August von Gneisenau, 70, preussisk greve och fältmarskalk
- 1834 – William Kelly, 47, amerikansk jurist och politiker, senator (Alabama)
- 1856 – Karl Backman, 51, finländsk skolledare
- 1867 – Thomas Brown, 81, amerikansk politiker (whig), guvernör i Florida
- 1883 – Henrik V, 62, titulärkung av Frankrike
- 1888 – Rudolf Clausius, 66, tysk fysiker och matematiker
- 1901 – Gunnar Wennerberg, 83, landshövding i Kronobergs län, ecklesiastikminister, poet, kompositör, ledamot av Svenska Akademien
- 1919 – Emil Hildebrand, 70, svensk historiker och riksarkivarie
- 1929 – Lawrence Tyson, 68, amerikansk demokratisk politiker och general, senator (Tennessee)
- 1943 – Simone Weil, 34, fransk filosof och mystiker
- 1946 – James Clark McReynolds, 84, amerikansk politiker och jurist, domare i USA:s högsta domstol
- 1954 – Getúlio Vargas, 72, Brasiliens president
- 1966 – Tadeusz Bór-Komorowski, 71, polsk militär ledare och motståndskämpe
- 1974 – Alexander de Seversky, 80, ryskfödd amerikansk flygpionjär
- 1975 – Francis Clifford, 57, brittisk kriminalförfattare
- 1983 – James Kealoha, 75, amerikansk politiker
- 1998 – E.G. Marshall, 84, amerikansk skådespelare
- 2000 – Tatiana Rjabusjinskaja, 83, rysk ballerina och koreograf
- 2001 – Jane Greer, 76, amerikansk skådespelare
- 2007 – Aaron Russo, 64, amerikansk filmproducent och politisk aktivist
- 2009
  - Rut Mikaelsson, 109, Sveriges (bekräftat) äldsta person
  - Anton ”Toni” Sailer, 73, österrikisk alpin skidåkare
- 2011
  - Jack Hayes, 92, amerikansk kompositör och dirigent, tvåfaldigt Oscarsnominerad
  - Mirjam Vire-Tuominen, 92, finländsk kommunistisk politiker, riksdagsledamot
- 2012 – Félix (Félix Miéli Venerando), 74, brasiliansk fotbollsspelare, målvakt i Brasiliens VM-guldvinnande landslag
- 2013 – Julie Harris, 87, amerikansk skådespelare
- 2014
  - Richard Attenborough, 90, brittisk filmregissör, producent och skådespelare
  - Leonid Stadnyk, 44, ukrainare känd som världens längste man under en period
- 2015 – Justin Wilson, 37, brittisk racerförare
- 2016
  - Walter Scheel, 97, västtysk politiker (FDP), västtysk utrikesminister, förbundspresident
  - Roger Tsien, 64, kinesisk-amerikansk biokemist, mottagare av Nobelpriset i fysiologi eller medicin 2008
- 2021 – Charlie Watts, 80, brittisk trumslagare och musikproducent, medlem i The Rolling Stones
- 2023 – Bray Wyatt, 36, amerikansk fribrottare i WWE